# Batalla de Guayaquil
La batalla de Guayaquil se desarrolló el 24 de septiembre de 1860 y tuvo lugar en los alrededores de la ciudad de Guayaquil en la República del Ecuador. Fue la última batalla de una serie de enfrentamientos bélicos que sostuvieron las fuerzas del gobierno de facto de Gabriel García Moreno con base en Quito, apoyado por el general y expresidente Juan José Flores, en contra del gobierno de facto de Guillermo Franco con base en Guayaquil, reconocido por el presidente peruano Ramón Castilla.
En 1857, el gobierno ecuatoriano encabezado por Francisco Robles celebró un convenio con sus acreedores británicos adjudicándoles en pago territorios de Quijos y Canelos, que Perú reconocía como suyos, de acuerdo a la Real Cédula de 1802 y el tratado Larrea - Gual firmado con la Gran Colombia. Tras varios intercambios de notas la situación se puso tensa y se llegó al rompimiento de relaciones diplomáticas. Esto, sumado a otros asuntos internos, hacen que Francisco Robles renuncie a su cargo el 1 de mayo de 1859, dejando inestabilidad política en el país, con lo cual se crean varias Jefaturas Supremas. 
En medio de la crisis interna, las fuerzas navales peruanas bloquean el Golfo de Guayaquil y varios otros puntos en el Ecuador. Gabriel García Moreno toma el liderazgo desde Quito, mientras que Guillermo Franco Herrera asume el poder desde Guayaquil.
El presidente peruano Ramón Castilla intenta conferenciar con García Moreno, sin éxito. Tras el bloqueo naval peruano y la ocupación de Guayaquil el 7 de enero de 1860, el presidente Castilla dialoga con Guillermo Franco Herrera, autoproclamado Jefe Supremo del Guayas, a quien luego reconoce como presidente del Ecuador y firma el Tratado de Mapasingue el 25 de enero de 1860, en el cual se reconocía como peruanos los territorios dados en pago a los británicos, por lo que todas las tropas expedicionarias peruanas regresaron al Callao el 19 de febrero de 1860, dejando a las fuerzas de Franco tres mil fusiles de aguja, uniformes y zapatos.
Acusando de traidor a Franco, García Moreno preparó al ejército y obtuvo ayuda de su anterior enemigo, el general Juan José Flores, y estalló una guerra interna en el Ecuador. Tras varios enfrentamientos bélicos, las fuerzas de García Moreno logran acordonar a las tropas de Franco en Guayaquil, dándose la batalla final en dicha ciudad.
En la batalla, la victoria fue obtenida por el ejército de García Moreno, con lo cual la nación ecuatoriana volvió a la paz y en la posteridad el Tratado de Mapasingue quedaría anulado por el Congreso Nacional del Ecuador en 1861 y por el Congreso de la República del Perú más tarde en el año de 1863 bajo el gobierno del presidente Miguel de San Román.

## Antecedentes

### Renuncia de Robles
En el gobierno del general Francisco Robles se presentaron varios problemas, tanto internos como externos, para el Ecuador. Entre los hechos que originaron la inestabilidad de Robles se encuentra la firma del Contrato Icaza-Pritchett en el cual gobierno ecuatoriano negoció con Inglaterra el pago de la llamada "deuda inglesa". El diplomático peruano Juan Celestino Cavero afirmó que durante la revolución marcista, el gobierno ecuatoriano se había apropiado injustamente de varios bienes del general Juan José Flores, sin embargo, después también exigió la revocatoria del Contrato Icaza-Princhett, ya que aducía que varios territorios negociados en dicho tratado, al estar en la amazonía ecuatoriana, pertenecían al Perú debido a que así lo estipulaba la Real Cédula de 1802. Cavero fue expulsado del país, lo que ocasionó que el gobierno peruano, presidido por el mariscal Ramón Castilla, gestione una expedición militar contra el Ecuador.
Tras el bloqueo naval que realizó la Marina de Guerra del Perú en el Golfo de Guayaquil y en varios otros puntos de la costa ecuatoriana, Robles intentó trasladar el gobierno a Guayaquil de manera provisional, lo cual no fue bien visto desde Quito, en el cual su pueblo y su cabildo se negó rotundamente ante la tentativa del presidente y empezaron a crearse movimientos opositores al régimen. Sin embargo, Robles tomó su doble papel como Presidente y General de la República, e intentó preparar al ejército ecuatoriano ante cualquier invasión peruana.
El período de gobierno de Robles debió durar cuatro años (1856-1860), sin embargo, las presiones de una eventual guerra con el Perú y los grandes conflictos internos, condujeron al mandatario a renunciar al cargo en Riobamba el 31 de agosto de 1859.

### Inestabilidad política interna

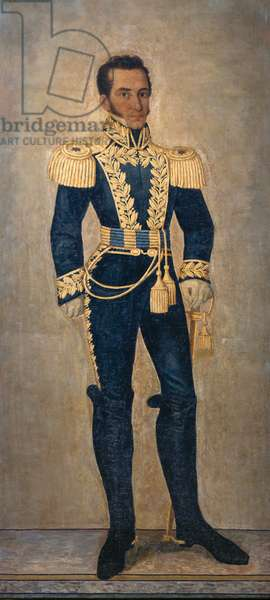
Antonio Martínez Pallares

Tras la renuncia de Francisco Robles se formaron varias Jefaturas Supremas en el Ecuador. En la ciudad de Guayaquil, el general Guillermo Franco Herrera se había proclamado Jefe Supremo del Guayas; mientras que Gabriel García Moreno, quien había liderado la oposición hacia el gobierno de Robles, había creado un gobierno provisional desde Quito. También desde la ciudad de Cuenca se había proclamado Jerónimo Carrión como Jefe Supremo, y del mismo modo actuó Manuel Carrión Pinzano en Loja.
Para octubre de 1859, cerca de 5.000 tropas peruanas estaban preparadas para invadir varios sectores del litoral ecuatoriano, y entre sus puntos principales se encontraban Guayaquil, Babahoyo, Ventanas, entre otros. García Moreno conferenció con el presidente Castilla acerca de la tensión entre ambos países y atendió a los pedidos del Perú, aunque García Moreno nunca aceptó los términos que proponía su contraparte peruana, ya que su proyecto consistía en que el Ecuador entregue casi en su totalidad su región amazónica basándose en la Real Cédula de 1802.

### Tratado de Mapasingue
El presidente Ramón Castilla, al ver que no existirían avances en las negociaciones con García Moreno, inició diálogos con Guillermo Franco Herrera entrevistándose ambos en primera instancia en el vapor peruano Tumbes. Después de varios acuerdos, un ejército peruano conformado por 5.000 hombres desembarcó en territorio ecuatoriano y se prestó a tomar las haciendas de Mapasingue, Tornero y Buijo el 8 de noviembre de 1859. Posteriormente, el 7 de enero de 1860, las tropas peruanas ocupan Guayaquil. Finalmente, ambos mandatarios firmaron el Tratado de Mapasingue, también llamado "Tratado Franco-Castilla", el 25 de enero de 1860. 
Al enterarse de lo pactado entre Franco y Castilla, desde Quito, Gabriel García Moreno inició los diálogos con Francia, proponiendo que Ecuador pase a ser protectorado de aquella nación, mediante las Cartas a Trinité. Sin embargo, a pesar de las varias ocasiones en que se intentó dar cabida a aquel proyecto, el gobierno francés se negó ante las peticiones de García Moreno.
Buscando los medios para parar la situación que implicaba la presencia de militares peruanos en territorio ecuatoriano, Gabriel García Moreno obtuvo la ayuda de su antiguo enemigo, el general Juan José Flores, el cual vio la causa como una forma de reconciliarse con el estado ecuatoriano después de su caída del poder debido a la revolución marcista.

## La batalla
El 19 de febrero de 1860, la expedición peruana al mando del presidente Ramón Castilla retorno al Perú, esto permitió a García Moreno y Flores iniciar los preparativos para la campaña final de la guerra civil, la toma de Guayaquil, sede del gobierno de Franco.
El 7 de agosto el ejército al mando de Flores obtuvo una importante victoria sobre el que mandaba Franco en la batalla de Babahoyo. Tras dos horas de lucha Franco fue obligado a retirarse a Guayaquil tras ser herido dos veces.
Con un ejército de 4.000 hombres García Moreno avanzó sobre la ciudad; seguidamente la provincia de Manabí cayó en manos de sus tropas y el gobernador, Juan José Franco, retornó a Guayaquil a unirse con su hermano. Las noticias provenientes del Perú era también alentadoras pues el gobierno de Castilla se encontraba en problemas con el de Bolivia y enfrentaba una revuelta local.
Sin esperanzas de que Guillermo Franco recibiera algún tipo de refuerzo desde el Perú el gobierno provisional se apresuró a iniciar el movimiento final sobre Guayaquil el mismo que se inició en la noche del 22 de septiembre. El día 26 tras una serie de sangrientos enfrentamientos en las calles de la ciudad durante el cual no pocos desmoralizados soldados franquistas desertaron al bando contrario, las fuerzas de Franco fueron derrotadas precipitándose los sobrevivientes al río donde perecieron en gran número ahogados, algunos centenares, Guillermo Franco entre ellos, fueron salvados por dos buques extranjeros y las naves de la escuadrilla peruana que se encontraban en el puerto.
Según el parte del general Antonio Martínez Pallares, jefe de Estado Mayor del ejército de García Moreno, publicado en el periódico "La Unión Colombiana" en octubre de ese mismo año, durante el combate el vapor peruano Tumbes, sin previa declaración de guerra, abrió fuego de metralla sobre sus tropas causándoles sensibles perdidas, sin embargo en el mismo parte se afirma que las bajas en el ejército de García Moreno fueron tan solo 10 oficiales y 40 soldados muertos y heridos mientras que las de Franco fueron mucho mayores contándose también 700 prisioneros.

La guerra civil que ha asolado a este infeliz país por más de un año acaba, en fin, de terminarse por el triunfo de los ejércitos del Gobierno Provisional de Quito, sobre las tropas del general Franco, jefe supremo de la Provincia de Guayaquil.
Nota del Consulado Francés de Quito, 4 de octubre de 1860

El nuevo gobierno instalado en el Ecuador desconoció el tratado de Paz que habían firmado Castilla y Franco en 1860, poco después, en 1863, el nuevo gobierno peruano del general Miguel de San Román hizo lo mismo aduciendo la comisión diplomática de ese país que el tratado era solamente una "exposición ajustada por el jefe de un partido político" haciendo alusión al efímero gobierno de Franco. Pocos meses después el presidente San Román falleció por su avanzada edad y el gobierno ecuatoriano presidido por García Moreno, decretó luto nacional por tres días, así como también otras honras fúnebres en su memoria.